# Bulia confirmans
Bulia confirmans är en fjärilsart som beskrevs av Walker 1857. Bulia confirmans ingår i släktet Bulia och familjen nattflyn. Inga underarter finns listade i Catalogue of Life.